# Ушкатты (Актюбинская область)
Ушкатты (каз. Ұшқатты, до 1993 г. — Союзное) — село в Айтекебийском районе Актюбинской области Казахстана. Административный центр и единственный населённый пункт Ушкаттинского сельского округа. Код КАТО — 153473100.

## Население
В 1999 году население села составляло 957 человек (476 мужчин и 481 женщина). По данным переписи 2009 года, в селе проживало 560 человек (268 мужчин и 292 женщины).